# This Is How It Feels (Inspiral Carpets)
This Is How It Feels è una canzone del gruppo indie rock inglese degli Inspiral Carpets, pubblicato come secondo singolo estratto dall'album Life nel marzo del 1990 per l'etichetta indipendente Mute Records.
È stato il loro primo singolo ad entrare nella Top 40 inglese raggiungendo il 14º posto.
Il relativo videoclip trasmesso negli Stati Uniti è ispirato all'arte del duo britannico Gilbert & George.

## Cover
Fu reinterpretato dal gruppo Carter the Unstoppable Sex Machine.

## Tracce[2]

### 7"
- This Is How It Feels (Radio Mix, remixata da Flood) - 3:12
- Tune For a Family	- 2:51

### 12"
- This Is How It Feels (Extended) - 4:41
- Tune For a Family - 2:51
- This Is How It Feels (Radio Mix, remixata da Flood) - 3:12
- Seeds of Doubt - 1:52